# 꼬마버스 타요
꼬마버스 타요는 아이코닉스가 기획하고 서울특별시, EBS, 스튜디오 게일이 공동 제작한 풀 3D 애니메이션이다. 대상은 미취학 아동을 대상으로 했으나, 자동차 운전면허를 취득한 성인들도 부담없이 즐길 수 있을 정도로 대한민국의 교통 법규나 도로 체계를 구현하였으며 일부 에피소드에서는 성인들을 위한 교훈을 주기도 한다. 2008년에 파일럿 버전이 방송되었으며 2010년 8월부터 정규 편성되고 현재까지 이어지고 있다.
등장인물들 대부분은 대한민국의 교통, 특히 버스를 소재로 했으며, 작품 내 등장하는 자동차들은 자율주행 기능을 가진 고성능 인공지능 탑재 이동수단이라는 설정으로, 작품은 이러한 인공지능 이동수단들이 서울특별시를 본따 만든 '서울 시티'의 사람들과 조화롭게 공존하고 있는 근미래 사회를 그리고 있다.
뽀롱뽀롱 뽀로로와 함께 유아에게 가장 사랑받는 애니메이션이다.

## 개발제작
《꼬마버스 타요》는 2009년 10월에 발표되었으며, 프랑스 칸에서 열린 같은 해의 MIPJunior에서 라이선싱 시장을 대상으로 공개되었다.

## 등장인물

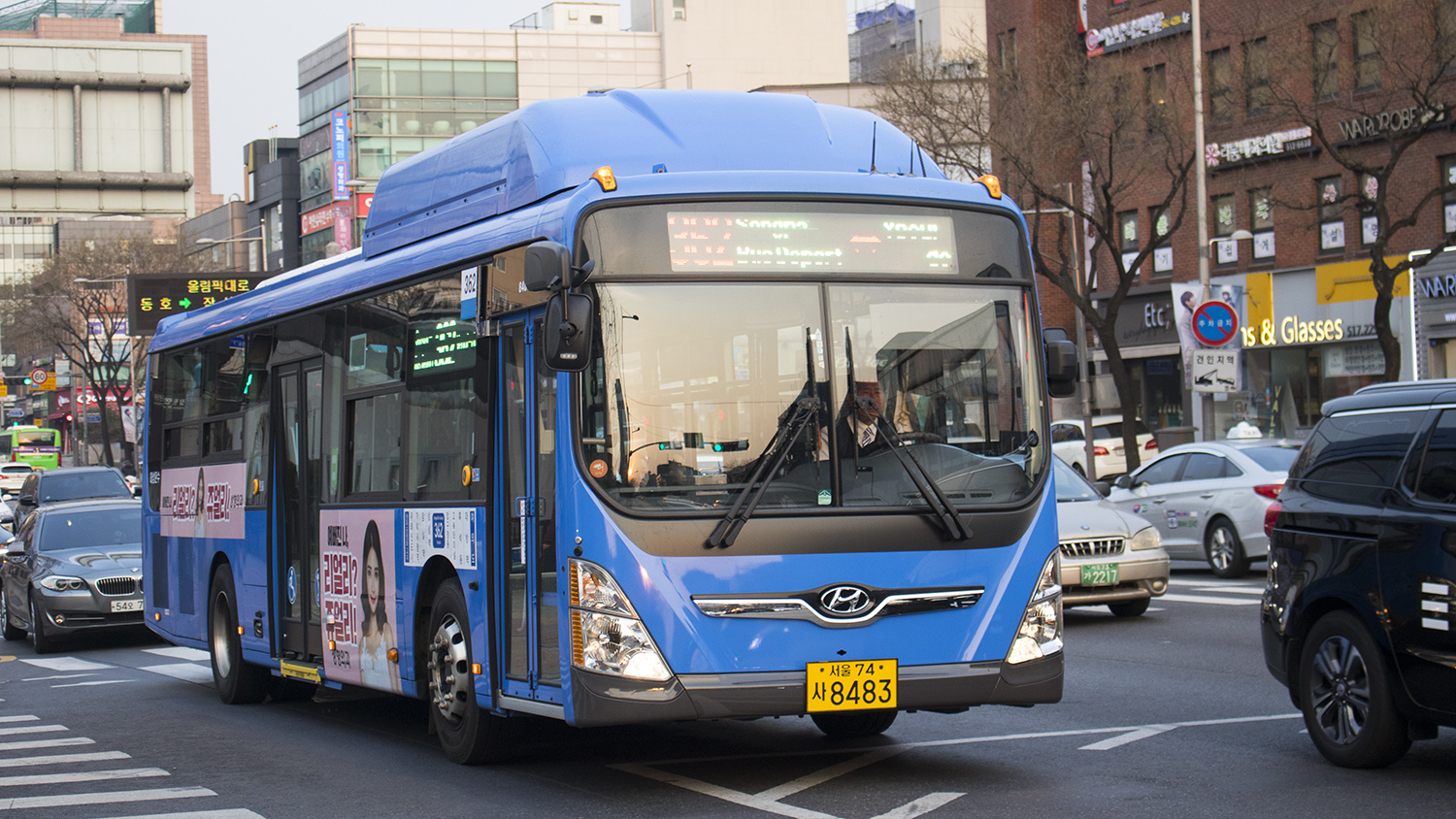
'타요'의 모티브가 된 현대 에어로시티
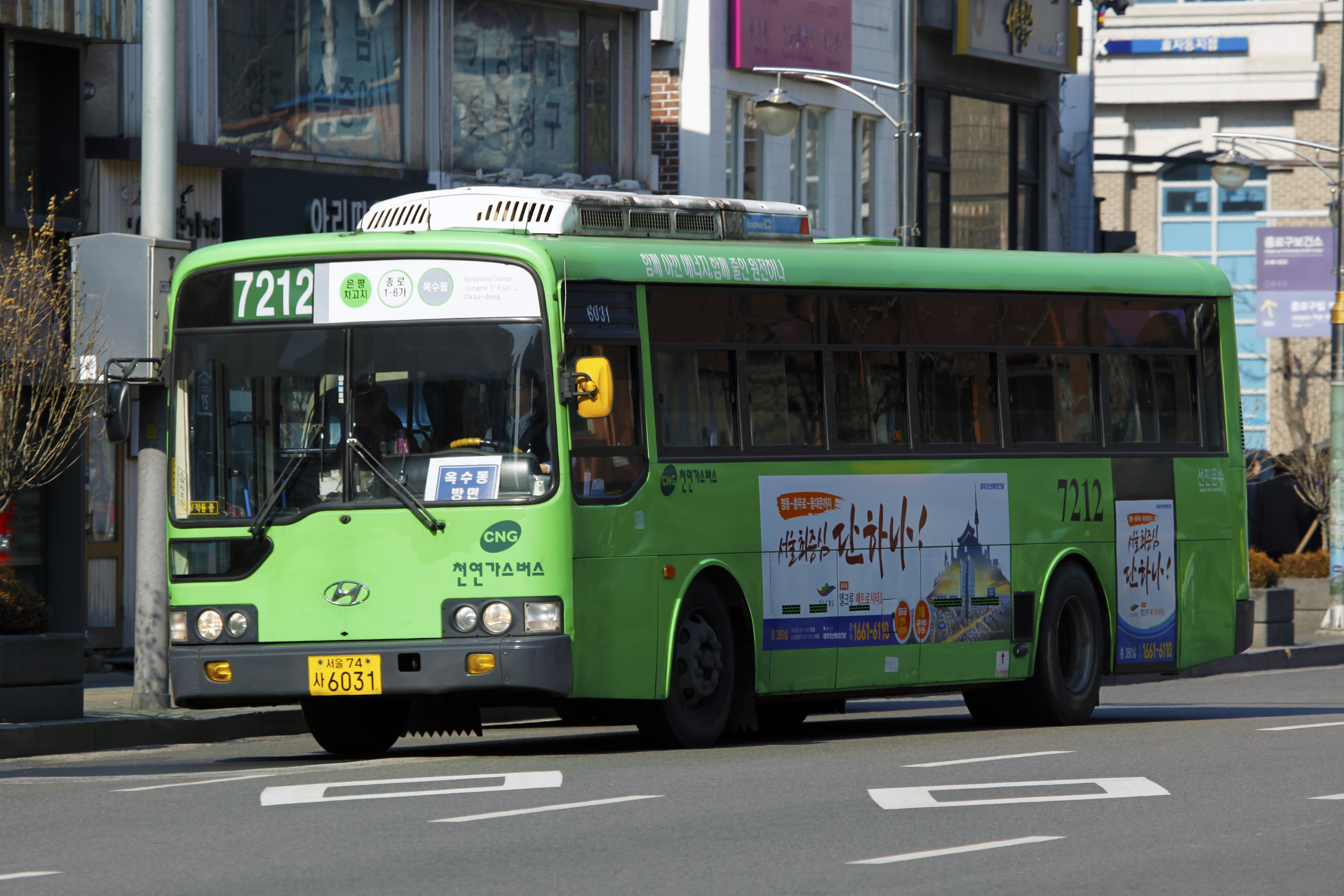
'로기'의 모티브가 된 현대 에어로시티
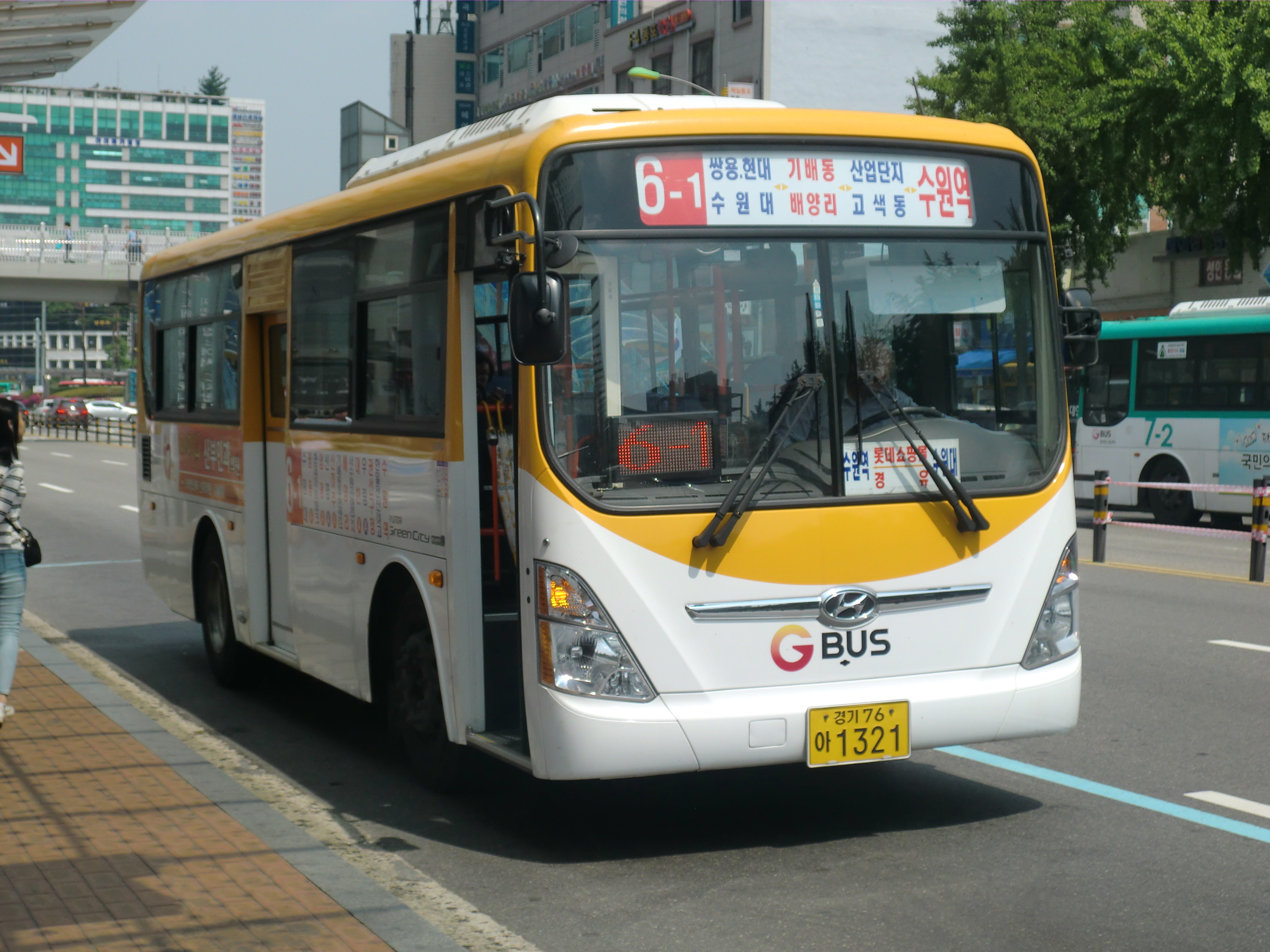
'라니'의 모티브가 된 현대 그린시티
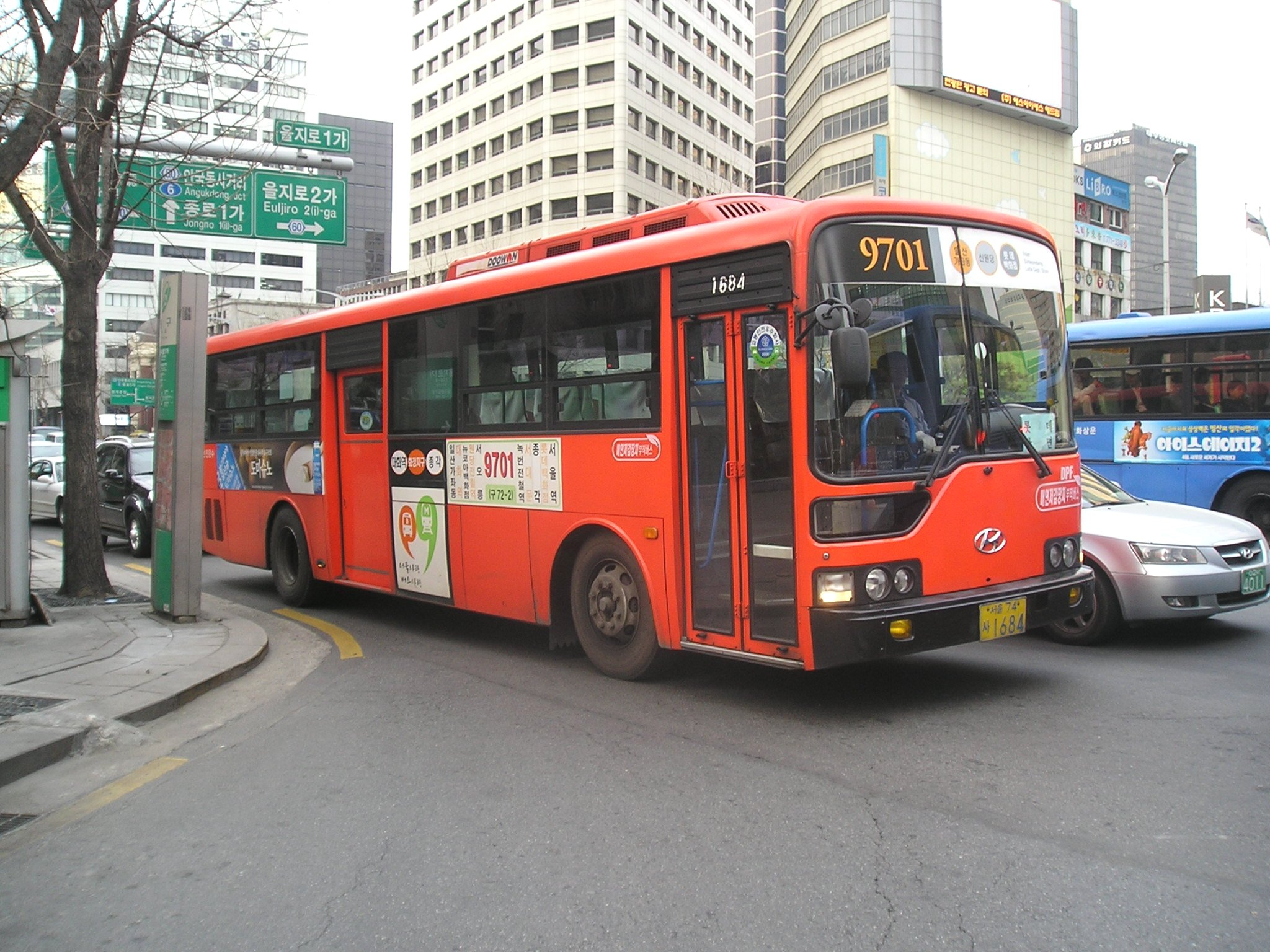
'가니'의 모티브가 된 현대 에어로시티)
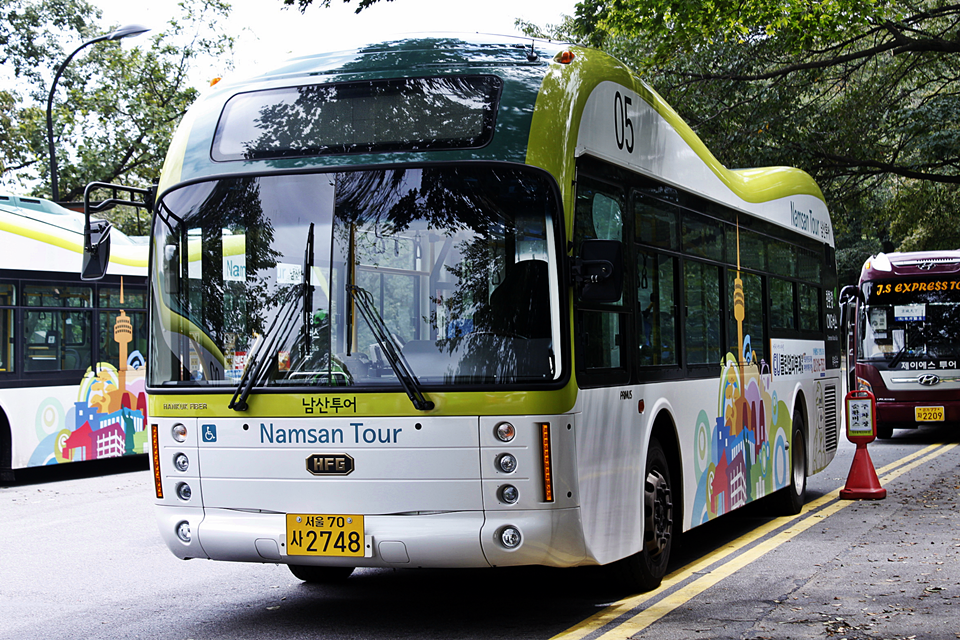
'피넛'의 모티브가 된 한국화이바 프리머스

## 목소리 출연
| 성우   | 배역                                                 |
| ------ | ---------------------------------------------------- |
| 문남숙 | 타요                                                 |
| 엄상현 | 로기, 패트, 샤인                                     |
| 은영선 | 라니, 캐리, 해설자                                   |
| 정선혜 | 가니, 어린 씨투                                      |
| 김은아 | 어린 씨투, 어린 루키, 앨리스, 누리, 토니, 봉봉, 노아 |
| 정혜옥 | 하트, 두리, 루시                                     |
| 신용우 | 씨투, 빌리, 랙터                                     |
| 최하나 | 하나, 레이                                           |
| 류승곤 | 루키, 앤디                                           |
| 김영선 | 프랭크, 스피드, 두리 아빠, 조이, 어린 메트, 퀵       |
| 장민혁 | 에어, 크리스, 어린 빌리, 카고                        |
| 오병조 | 챔프, 으랏차, 윈디                                   |
| 정미라 | 토토, 러비, 킨더, 준                                 |
| 전숙경 | 제이, 티치, 포코, 나나, 두리 엄마, 울리              |
| 정영웅 | 빅, 스카이                                           |
| 최한   | 맥스, 메트, 불리, 원                                 |
| 김보나 | 롱, 토잉                                             |

### 마법버스 타요
- 타요: 문남숙
- 로기: 엄상현
- 라니: 은영선
- 가니: 정선혜
- 루나: 김채하
- 칼리: 이소영
- 버드: 이민규
- 프로디: 천지선
- 멜로디: 장은숙
- 그레이: 전태열
- 디오: 이현

## 제작진
- 기획: EBS
- 제작: (주)아이코닉스, EBS, 서울특별시, (주)교육미디어

### 마법버스 타요
- 책임프로듀서: 안소진
- 프로듀서: 이민수
- 기획: 최종일
- 책임프로듀서: 성은경
- 기획프로듀서: 김영익, 정소연
- 시나리오: 박은설, 금교희, 임다빈, 김영익, 정소연, 한지형
- 스토리보드 연출: 허찬, 김희예, 최민철, 최한영, 천새미
- 디자인: 권준석, 김민정, 정민재
- 제작관리 : 윤영진, 민경섭, 조수연, 김선재, 김대선, 권순호, 노준
- 제작총괄: 신창환
- 아트 디렉터: 류정우
- 제작실장: 김종환
- 제작프로듀서: 김수명, 안지원
- 디자인
  - 캐릭터 / 배경 디자인: 김다현, 권주은, 김향림, 이시연, 박정민, 최영, 강지은, 장재혁
  - 매트페인팅: 정미경
- 모델링
  - 모델링 / 맵핑: 장영훈, 이고은, 한인선, 김경민, 이재중
- 애니메이션
  - 애니메이션 연출: 이대원
  - 애니메이션 팀장: 이광민
  - 애니메이션: 김동건, 남형준, 장소영, 여채린, 박정운, 신다율
  - 테크니컬 디렉터: 최준호
  - 애니메이션 셋업: 정지훈, 박지호
- 후반
  - 라이팅 / 합성: 문종호, 박하빈, 김형철, 노태환
  - FX: 김범수, 윤희진, 황성필
- 애니메이션 제작책임: (주)스튜디오 게일
  - 행정: 이준혁, 이민주, 봉선화, 전민주
  - 시스템 관리: 박영신
- 애니메이션 외주제작
  - 외주제작책임: 이종관, 허성호, 최준희, 이재우, 박태영
  - 외주제작진행: (주)루트애니메이션, (주)메이커스, (주)프롬이스트, 카고, 토브
- 마케팅 책임: 정미경, 최중구, 이병규, 임영식, 김원정, 서현수, 박숙경, 이상훈, 이혜진, 이상민, 최종성, 고창우
- 종합제작
  - 음악: 신승준, 김원아
  - 음향: 김지희
  - 녹음: POPES
  - 믹싱: 강희중, 부유정
  - 오프닝/엔딩곡 작곡: 신승준, 김원아
  - 오프닝/엔딩곡 작사: 김영익
  - 노래: 리틀유니스 노은율, 김하연, 김규동, 위서은, 황민하
  - 노래지도: 전해윤
  - 문자그래픽: 최예은
  - 기술감독: 우동철
  - 연출 → 우리말 연출: 정애진
- 기획: EBS
- 제작: ㈜아이코닉스, EBS, (주)교육미디어

## 번외작

### 타요의 씽씽극장
《타요의 씽씽극장》은 01기는 2013년 8월 30일부터 2013년 11월 22일까지, 2기는 2015년 9월 4일부터 2015년 11월 27일까지 EBS에서 방송된 애니메이션 프로그램 《꼬마버스 타요》의 번외작이다. 프로그램은 어린이들의 친구 꼬마버스 타요가 다양한 자동차 친구들과 함께 신나는 노래로 꾸미는 새로운 형식의 애니메이션이다.

### 마법버스 타요
2020년 10주년을 맞이해 방영된 <<꼬마버스 타요>>의 외전작. 본편에서 자주 언급되었던 '마법세계'로 간 타요와 친구들의 이야기를 다룬 애니메이션이다.